# Битва при Стоук-Филд
Битва при Стоук-Филд (англ. Battle of Stoke Field) состоялась 16 июня 1487 года и стала последним сражением войны Алой и Белой розы. Эта победа позволила Генриху VII Тюдору обезопасить свою династию.

## Предыстория
Генрих VII после победы при Босворте в 1485 году занял королевский трон для дома Тюдоров, и пытался добиться признания Йорков женитьбой на их старшей наследнице Елизавете Йоркской, но его власть не была полностью надежной. Главным претендентом по мужской линии из династии Йорков был двоюродный брат королевы и сын герцога Кларенса Джорджа Плантагенета Эдуард, содержавшийся в заключении в Тауэре.
Самозванец, выдававший себя за Эдуарда (обычно его называли графом Уорика Эдуардом, но изначально он мог выдавать себя за одного из принцев в Тауэре), которого звали Ламберт Симнел, привлёк внимание графа Линкольна Джона де ла Поля через священника Ричард Саймондса. Самого Линкольна Ричард III как племянника назвал своим наследником на престоле, а виде Симнела де ла Поль видел возможность для реванша и возмездия.
Линкольн бежал от английского двора 19 марта 1487 года и отправился ко двору своей тети Маргарите в Мехелене, которая оказала ему финансовую и военную поддержку в виде отряда в 2 тыс. немецких и швейцарских наемников под командованием Мартина Шварца. К Линкольну присоединились несколько мятежных английских лордов, в частности верный сторонник Ричарда III Фрэнсис Ловелл, бывший губернатор Джерси сэр Ричард Харлстон и капитан английского гарнизона в Кале Томас Дэвид. Йоркисты решили отплыть в Ирландию, где их дело было популярно, чтобы собрать больше сторонников.
Весной 1487 года в Ирландии десятилетний самозванец по имени Ламберт Симнел был объявлен сыном герцога Кларенса, графом Эдуардом Уорикским (который в это время в действительности был пленником в Тауэре), и был поддержан вождём партии йоркистов лордом Ловеллом и наследником погибшего Ричарда III Йорка графом Линкольном.
Симнел был коронован как король Англии в Дублине 24 мая 1487 года, а 4 июня, сопровождаемый Линкольном и Ловелом, высадился в Ланкашире, и прошёл через Йоркшир во главе ирландского ополчения, а также германских и швейцарских наёмников, присланных ему Маргаритой Йоркской, вдовствующей герцогиней Бургундии.

## Ход сражения
Король Генрих VII со своим войском встретился с восставшими утром 16 июня, когда шел к Ньюарку. Йоркисты имели численное преимущество (примерно 9000 человек против 6000 у короля), но, за исключением германских наемников, их солдаты были плохо вооружены и обучены.
Королевские силы пошли в атаку, разделившись на три части. Авангардом командовал граф Оксфорд. Этот отряд оторвался от других и жестоко пострадал, от полного уничтожения его спасло прибытие основных сил короля. Яростный бой продолжался более трех часов. Йоркисты понесли огромные потери. Однако они нанесли тяжелый урон и королевской армии, потерявшей, вероятно около 2000 человек, большей частью из авангарда. Командир германских наемников Мартин Шварц и граф Линкольн были убиты в бою; Ловел, возможно, бежал, но его больше никто не видел живым.
Десятилетний мальчик Ламберт Симнел был захвачен в плен, но помилован Генрихом VII и отправлен работать на королевской кухне, где бывшему претенденту на трон отныне приходилось поворачивать вертела с жарящимся на них мясом. Он так и остался при королевском дворе до конца жизни, в конечном итоге дослужившись до королевского сокольничьего. Дата его смерти точно неизвестна, источники сильно расходятся в датах, называя годы от 1525 до 1534. Известно лишь, что Симнел пережил самого короля Генриха, и ещё несколько лет служил его преемнику.